# Acoma cimarron
Acoma cimarron är en skalbaggsart som beskrevs av Robert Warner 2011. Acoma cimarron ingår i släktet Acoma och familjen Pleocomidae. Inga underarter finns listade i Catalogue of Life.